# Kotorac
Kotorac (en serbe cyrillique : Которац) est un village du nord du Monténégro, dans la municipalité de Pljevlja.

## Démographie

### Évolution historique de la population
| 1948 | 1953 | 1961 | 1971 | 1981 | 1991 | 2003 |
| ---- | ---- | ---- | ---- | ---- | ---- | ---- |
| 105  | 113  | 103  | 55   | 39   | 48   | 10   |